# Tawe
Il Tawe è un fiume nel sud-ovest del Galles.
Il fiume nasce nel Llyn y Fan Fawr nei Brecon Beacons, Powys con il suo estuario a Swansea. Molti fiumi, come il Twrch, si uniscono al Tawe durante il suo corso. Il Tawe scorre attraverso una serie di città e villaggi della Valle di Swansea, tra cui Abercraf, Ystradgynlais, Ystalyfera, Pontardawe, Trebanos, Clydach e Morriston, prima di raggiungere il mare a Swansea.
Nella leggenda di Culhwch e Olwen c'è un riferimento al Lough Tawe, il lago dove il fiume ha avuto origine. "llwchè" una vecchia parola che sta per lago; è anche conosciuto come Talyllychau.

## Sviluppi futuri
Su entrambe le sponde est e ovest del fiume Tawe ci sono piani per ulteriori sviluppi abitativi e una proposta per operare taxi fluviali lungo il fiume. Natural Resources Wales ha commissionato un rapporto nel 2015 come parte della sua iniziativa "Tawe Trial" - completata dai consulenti di rigenerazione Trilein Ltd. che ha raccomandato una serie di iniziative per collegare meglio le aree urbane a ovest del fiume con il più aree rurali di Kilvey Hill e Crymlyn Bog oltre a est.